# Topczijsko
Topczijsko (bułg. Топчийско) – wieś w Bułgarii, w obwodzie Burgas, w gminie Ruen. W 2023 roku liczyła 872 mieszkańców.